# Tangara callophrys
A saíra-opala (Tangara callophrys), também conhecida como tangará-opalino, é uma espécie de ave da família Thraupidae e  do gênero Tangara.

## Taxonomia
O táxon foi descrito oficialmente em 1849 por Jean Cabanis e Jean Cabanis.